# Salih Zeki Çolak
Salih Zeki Çolak (né le 20 juillet 1954 à Akçaabat dans la province de Trabzon) est un militaire turc. Il commande l'armée de terre turque d'août 2015 à août 2017, mois de sa mise à la retraite par décision du Haut Conseil militaire (en).